# Gyula Pap (Mathematiker)
Gyula Pap (* 12. Mai 1959 in Debrecen, Ungarn; † 4. Oktober 2019) war ein ungarischer Mathematiker und Hochschuldozent am Bolyai-Institut der Universität der Wissenschaften Szeged. Pap war ein Experte auf dem Gebiet der Stochastik.

## Leben
Pap wurde am 12. Mai 1954 in Debrecen geboren. Er besuchte das Mihály-Fazekas-Gymnasium und begann 1972 ein Mathematik-Studium an der Universität Debrecen. Er schrieb seine Masterarbeit im Gebiet der Stochastik unter der Leitung von Béla Gyires und schloss das Studium 1977 ab. 1981 begann er das Doktoratsstudium an der Universität Vilnius in Litauen bei Vygantas I. Paulauskas, einem damaligen führenden Experten auf dem Gebiet der Stochastik in Banachräumen. 1985 promovierte er mit der Arbeit Properties of Functions of the Distribution of the Norm of Stable Vectors in Banach Spaces.

### An der Universität Debrecen
1986 wurde Pap Assistenzprofessor an der Universität Debrecen. 1989 wurde er am selben Ort außerordentlicher Professor und nach dem Erwerb des Doktortitels der Ungarischen Akademie der Wissenschaften wurde er 1999 schließlich zum ordentlichen Professor ernannt.
In den Jahren 1990 bis 1991 sowie von 2003 bis 2009 war er Vorsitzender der Abteilung für Angewandte Mathematik und Wahrscheinlichkeitstheorie an der Universität Debrecen. Von 2003 bis 2009 war er am selben Ort Direktor des Instituts für Mathematik und Informatik und von 2004 bis 2009 Vizedekan des Instituts für Informatik.

### Am Bolyai-Institut der Universität der Wissenschaften Szeged
2009 siedelte er nach Szeged um und wurde Vorsitzender der Abteilung für Stochastik am Bolyai-Institut der Universität der Wissenschaften
Szeged von 2009 bis 2017.
Am Bolyai-Institut war er außerdem Mitglied des Chors und spielte in seiner Freizeit regelmäßig Tennis.

## Werk
Pap publizierte Arbeiten in vielen Gebieten, darunter über Stochastik in Banachräumen und Wahrscheinlichkeitsmaße auf Lie-Gruppen. Ab den 1990er befasste er sich hauptsächlich mit der statistischen Inferenz von stochastischen Prozessen, darunter Zeitreihen, diskrete und stetige Verzweigungsprozesse sowie stochastische Differentialgleichungen.
Pap publizierte mehr als 140 wissenschaftliche Arbeiten und eine Monographie. Er war Doktorvater von 12 Doktoranden.

### Publikationen (Auswahl)
- mit Mercedes Arriojas , Yaozhong Hu und Salah-Eldin Mohammed: A Delayed Black and Scholes Formula (2007), Stochastic Analysis and Applications, 25:2, 471–492, doi:10.1080/07362990601139669
- mit M. Ispány und M. Van Zuijlen: Fluctuation limit of branching processes with immigration and estimation of the means  (2005). Advances in Applied Probability, 37(2), 523–538. doi:10.1239/aap/1118858637
- mit Matyas Barczy und Zenghu Li: Stochastic differential equation with jumps for multi-type continuous state and continuous time branching processes with immigration (2015). ALEA. Latin American Journal of Probability and Mathematical Statistics 12 (1), 2015, 129–169, arxiv:1403.0245 [abs]
- mit Mátyás Barczy , Márton Ispány , Manuel Scotto & Maria Eduarda Silva: Innovational Outliers in INAR(1) Models  (2010), Communications in Statistics – Theory and Methods, 39:18, 3343–3362, doi:10.1080/03610920903259831
- mit M. Ispány, M. und M. Van Zuijlen: Asymptotic inference for nearly unstable INAR(1) models (2003). Journal of Applied Probability, 40(3), 750–765. doi:10.1239/jap/1059060900
- mit M. Barczy: Asymptotic behavior of maximum likelihood estimator for time inhomogeneous diffusion processes (2010), Journal of Statistical Planning and Inference, Volume 140, Issue 6, Seiten 1576–1593, doi:10.1016/j.jspi.2009.12.016
- mit Mátyás Barczy: α-Wiener Bridges: Singularity of Induced Measures and Sample Path Properties (2010), Stochastic Analysis and Applications, 28:3, 447–466, doi:10.1080/07362991003704985
- mit M. Barczy und M. Ispány: Asymptotic behavior of unstable INAR(p) processes (2011), Stochastic Processes and their Applications, Volume 121, Issue 3, Seiten 583–608, ISSN 0304-4149, doi:10.1016/j.spa.2010.11.005
- mit Sándor Baran, Martien C. A. van Zuijlen: (2004) Asymptotic inference for an unstable spatial AR model, Statistics, 38:6, 465–482, doi:10.1080/02331880412331319297

## Preise
- 1985 – Gyula-Farkas-Preis
- 1995 – György-Alexits-Preis
- 2007 – Honorary Medal der Fakultät für Ökonomie der Universität Debrecen
- 2013 – Pro-Talentis-Preis der Universität der Wissenschaften Szeged
- 2014 – Tibor-Szele-Medaille der Bolyai János Matematikai Társulat
- 2015 – Ungarische Akademie der Wissenschaften
- 2018 – Pro-Facultate-Preis der Universität der Wissenschaften Szeged